# Parazumia surinama
Parazumia surinama är en stekelart som först beskrevs av Schulthess 1903.  Parazumia surinama ingår i släktet Parazumia och familjen Eumenidae. Inga underarter finns listade i Catalogue of Life.